# Meghradzor
Meghradzor ou Mghradzor (en arménien Մեղրաձոր ; anciennement Taycharukh) est une communauté rurale du marz de Kotayk, en Arménie. Comprenant également la localité de Gorkoch, elle compte 863 habitants en 2008.